# تيد أوسبورن
تيد أوسبورن (بالإنجليزية: Ted Osborne)‏ هو رسام رسوم متحركة أمريكي، ولد في 6 فبراير 1900 في أوكلاهوما في الولايات المتحدة، وتوفي في 12 مارس 1968 في مقاطعة سان ماتيو في الولايات المتحدة.